# Ernst Klebel
Ernst Klebel (* 24. Februar 1896 in Klagenfurt; † 21. Januar 1961 in Regensburg) war ein österreichisch-deutscher Historiker.
Der Sohn eines hohen Verwaltungsbeamten leistete bis 1918 Kriegsdienst. Das Studium der Geschichte und Kunstgeschichte begann er an der Universität Graz. Nach Ende des Ersten Weltkrieges ging er an die Universität Wien. Dort war er von 1919 bis 1921 Mitglied des Instituts für österreichische Geschichtsforschung. Klebel wurde im Fach Kunstgeschichte 1921 promoviert. Sein Schwerpunkt verlagerte sich aber bald auf die allgemeine Geschichte, besonders die Siedlungs-, Rechts- und Verfassungsgeschichte. In den genannten Disziplinen legte er bahnbrechende Arbeiten vor. Im Jahr 1927 wurde er Mitarbeiter von Hans von Voltelini für die Monumenta Germaniae Historica bei der geplanten Ausgabe des Schwabenspiegels. Dieses bedeutende Editionsvorhaben der MGH beschäftigte ihn bis zu seinem Lebensende. Den Abschluss dieser Arbeit, die Edition des Schwabenspiegels, erlebte er nicht mehr. Seine Habilitation erfolgte 1931 an der Universität Wien. 1934/35 übernahm er eine Lehrstuhlvertretung für Mittelalterliche Geschichte an der Universität Frankfurt am Main. Weitere Lehrstuhlvertretungen hatte Klebel in Berlin und Würzburg. Seit Juni 1933 war er illegales Mitglied der NSDAP, am 22. Juni 1938 beantragte er die reguläre Aufnahme in die Partei und wurde rückwirkend zum 1. Mai desselben Jahres aufgenommen (Mitgliedsnummer 6.202.689). Von 1939 bis 1945 war Klebel Stadtarchivar von St. Pölten. Seit 1949 war er im Stadtarchiv Regensburg beschäftigt. Im Jahr 1952 wurde er zum ordentlichen Professor für Allgemeine Geschichte und Bayerische Landesgeschichte an der Philosophisch-Theologischen Hochschule Regensburg berufen. Dort lehrte Klebel bis zu seinem Tod. Zu seinem Nachfolger wurde Andreas Kraus.
Klebel war Mitglied der katholischen Studentenverbindung KDStV Bavaria Berlin und KDStV Rupertia Regensburg. Seit 1959 war er ordentliches Mitglied der Kommission für bayerische Landesgeschichte und seit 1952 Ehrenmitglied der Gesellschaft für Salzburger Landeskunde.

## Schriften
- Der Lungau. Historisch-politische Untersuchung (= Mitteilungen der Gesellschaft für Salzburger Landeskunde. Ergänzungsband 1). Kiesel, Salzburg 1960.
- Probleme der bayerischen Verfassungsgeschichte. Gesammelte Aufsätze (= Schriftenreihe zur bayerischen Landesgeschichte. Bd. 57). Beck, München 1957.
- Siedlungsgeschichte des Deutschen Südostens (= Veröffentlichungen des Südost-Instituts. Bd. 14). Schick, München 1940.